# Yose
Le yose (ヨセ en japonais) est un mot d'origine japonaise désignant la phase finale d'une partie de go, et par extension les séquences et les concepts de jeu normalement spécifiques à la fin de partie. Cette phase de la partie est caractérisée par la constitution définitive des territoires de chaque adversaire.

## Phases de yose

### Début de partie
Le yose désigne la fin d'une partie de go, mais il est très fréquent de préparer cette dernière phase de jeu dès le fuseki (début de partie). Un grand nombre de détails techniques dans les josekis (séquences classiques de début de jeu) sont en effet directement liés aux séquences de yose. La forme de la frontière, par exemple, peut avoir une influence importante sur la fin de partie.
|  |  |  |  |  |  |  |  |  |  |  |  |
|  |  |  |  |  |  |  |  |  |  |  |  |
|  |  |  |  |  |  |  |  |  |  |  |  |
|  |  |  |  |  |  |  |  |  |  |  |  |
|  |  |  |  |  |  |  |  |  |  |  |  |
|  |  |  |  |  |  |  |  |  |  |  |  |
|  |  |  |  |  |  |  |  |  |  |  |  |
|  |  |  |  |  |  |  |  |  |  |  |  |
|  |  |  |  |  |  |  |  |  |  |  |  |
|  |  |  |  |  |  |  |  |  |  |  |  |
|  |  |  |  |  |  |  |  |  |  |  |  |

La figure ci-dessus montre un joseki classique d'invasion au san-san sous le hoshi. La raison pour laquelle Noir protège la coupe en 13, et non pas au point a, est liée au futur yose de Blanc en b. Noir 13 en a permettrait plus tard à Blanc de jouer le yose en b en sente (c'est-à-dire en gardant l'initiative), alors que Noir 13 rend le yose de Blanc gote.

### Grand et petit yose
Le yose proprement dit commence lorsque les principaux combats et les principaux choix stratégiques sont terminés. Il peut constituer jusqu'à la moitié des coups d'une partie.
On distingue en général deux types de yose, le grand yose  (oyose) lorsque le milieu de partie se termine, et le petit yose, où les séquences de coups sont beaucoup plus localisées et souvent jouées en toute fin de partie.
Il n'est pas rare de voir des parties de go se départager dans le petit yose, où la partie se joue sur les quelques derniers coups, et où la différence de points est finalement inférieure au komi.

## Concepts importants du yose
Le yose, comme durant toutes les phases d'une partie de go, nécessite la prise en compte de notions importantes telles que le sente. De nombreuses situations courantes de jeu ont été évaluées et il est possible d'en connaître la valeur par cœur, mais le yose est cependant principalement déterminé par la capacité de lecture des joueurs, en particulier pour trouver les tesujis.

### Décompte des points
Le yose se caractérise par rapport aux autres phases de jeu par l'importance primordiale qui est donnée au décompte des points. Les choix stratégiques étant limités dans le yose, chaque joueur essaye principalement de jouer les coups qui semblent rapporter le plus de points sur le plateau. Plus le niveau des joueurs est élevé, et plus leur capacité à comparer précisément la valeur des différents coups est importante. Le yose est connu pour être l'une des phases de jeu où la différence entre amateurs et professionnels est particulièrement forte.

### Sente
Le sente, qui consiste à jouer en conservant l'initiative, est un concept important dans toutes les phases de jeu, et en particulier dans le yose. La notion de sente complique l'évaluation de la valeur des coups, et introduit aussi la notion de timing : un coup ne devient sente qu'à un certain moment de la partie, et s'il est joué trop tôt, l'adversaire ne répondra pas (tenuki). Inversement, s'il est retardé trop longtemps, l'adversaire aura peut-être pu jouer une parade pour le supprimer ou pour empêcher que le coup soit sente. Enfin, il arrive fréquemment que le coup soit sente pendant une longue période ; la théorie montre qu'il faut alors le jouer le plus tard possible (pour garder en réserve des menaces de ko, ou pour laisser ouvertes d'autres options).
Les zones de jeu où chaque joueur dispose d'une séquence sente, dites double sente, sont particulièrement urgentes.
Le manque de compréhension de la notion de sente se manifeste souvent chez les joueurs, en particulier débutants, par une tendance à "suivre" leur adversaire. Le joueur plus fort joue alors toute une série de séquences en gardant l'initiative, et creuse ou rattrape l'écart de points pendant le yose.

### Tesujis
Il existe de nombreuses situations spécifiques au yose, qui font l'objet de "coups extraordinaires", appelés tesujis. Les tesujis sont notamment considérés comme appartenant au yose lorsque leur principal intérêt est de rapporter plus de points que le coup ordinaire.
Moins spectaculaires que les tesujis de milieu de partie, ils sont aussi moins connus. On peut cependant mentionner comme particulièrement fréquente la glissade du singe (ozaru suberi), coup de première ligne et tesuji d'invasion rapportant (le plus souvent) 9 points, soit 3 ou 4 de plus que le coup ordinaire.

### Damezumari
Au fur et à mesure de l'avancement du yose, les deux joueurs ferment les frontières de leurs territoires, ce qui amène les pierres à perdre de nombreuses libertés. La situation de damezumari (manque de libertés des pierres) est donc très fréquente dans le yose. Pour empêcher cette situation de damezumari, qui conduit souvent à la capture de pierres par l'adversaire, les joueurs sont obligés de rajouter des pierres dans leur propre territoire. Un oubli conduit parfois à une catastrophe de fin de partie, avec la capture d'un grand nombre de pierres où la rupture d’une frontière. Bien que considéré comme une technique de jeu peu fairplay, il arrive lors des parties en temps limité qu'un joueur en position défavorable essaye volontairement de provoquer ce type d'erreurs.

## Culture populaire
La capacité de comptage des professionnels dans le yose fait partie des figures incontournables dans l'imaginaire collectif des joueurs de go. Les meilleurs professionnels sont réputés être capables d'évaluer le résultat exact d'une partie de nombreux coups à l'avance, en déterminant la meilleure séquence de coups possibles.
Dans le tome 14 du manga Hikaru no go, une scène célèbre confronte Toya Meijin et Sai, dont la partie se termine par l'abandon de Toya Meijin, bien avant la fin de partie, parce qu'il a calculé sa défaite dans le yose d'un demi-point (le plus petit écart possible au go).